# Achaearanea anna
Achaearanea anna är en spindelart som beskrevs av Claude Lévi 1959. Achaearanea anna ingår i släktet Achaearanea och familjen klotspindlar. Inga underarter finns listade i Catalogue of Life.